# Glyphomitrium
Glyphomitrium là một chi rêu trong họ Ptychomitriaceae.